# Stuibenfall
Stuibenfall är ett vattenfall i Österrike. Det ligger i förbundslandet Tyrolen, i den västra delen av landet. Stuibenfalls centrala del ligger 1 650 meter över havet.
Trakten runt Stuibenfall består i huvudsak av blandskog.